# Arťom Surkov
Arťom Olegovič Surkov (* 15. října 1993 Saransk, Rusko) je ruský zápasník klasik. Zápasení se věnuje od svých 7 let v Saransku. V ruské reprezentaci se pohybuje od roku 2012 v lehké váze do 66 kg. V roce 2015 se třetím místem na mistrovství světa kvalifikoval na olympijské hry v Riu, ale při ruském mistrovství v roce 2016 prohrál ve finále s Islambekem Albijevem a přišel o olympijskou nominaci.